# Les Angélus
Pour les articles homonymes, voir Angélus (homonymie).
Les Angélus est une mélodie pour voix et piano de Claude Debussy composée en 1892 sur un poème de Grégoire Le Roy.

## Présentation
Les Angélus est composé en février 1892, quelques mois avant la rédaction des Proses lyriques, sur un texte de Grégoire Le Roy extrait de Mon cœur pleure d'autrefois (Vanier, 1889),.
L'incipit de l'œuvre est : « Cloches chrétiennes pour les matines ».
La partition est publiée par Hamelle en 1893, pour mezzo-soprano ou baryton, puis comme no 4 de Debussy dans le recueil Six Mélodies chez le même éditeur.
La mélodie est donnée en première audition publique en décembre 1912 à Paris, salle Gaveau, par Georges Petit accompagné par Eugène Wagner.
Musicalement, Denis Herlin relève que « l'accompagnement avec ce motif de quatre croches répétées de manière quasi continue évoque d'emblée la sonorité des cloches [...] qui fascinaient Debussy ».
Roger Nichols souligne également, comme dans la mélodie Les Cloches, « la texture [qui] est élaborée autour des sonorités de cloches. Bien entendu, l’exemple le plus célèbre où Debussy exploite ces sonorités se trouve être le prélude pour piano intitulé La cathédrale engloutie. Il nous faut être conscient qu’avant l’arrivée de l’automobile, le son des cloches carillonnant à travers la ville était un élément clé du paysage sonore, bien plus important qu’à l’heure actuelle. A ce titre, il figure régulièrement dans les mélodies de l’époque. Il nous faut aussi savoir que, si Debussy les appréciait comme pur élément sonore, et peut-être pour leur intimation à une vie par-delà le matériel, il ne fut jamais adepte d’une religion orthodoxe ».
La durée moyenne d'exécution de la pièce est de deux minutes trente environ.
Dans le catalogue des œuvres du compositeur établi par le musicologue François Lesure, Les Angélus porte le numéro L 88 (76).

## Discographie
- Debussy Songs vol. 1, Christopher Maltman (en) (baryton), Malcolm Martineau (piano), Hyperion Records CDA67357, 2003.
- Claude Debussy : intégrale des mélodies, 4 CD, Liliana Faraon et Magali Léger (sopranos), Marie-Ange Todorovitch (mezzo-soprano), Gilles Ragon (ténor), François Le Roux (baryton), Jean-Louis Haguenauer (piano), Ligia Digital, 2014[5],[6].
- Claude Debussy : The complete works, CD 21, Michèle Command (soprano), Dalton Baldwin (piano), Warner Classics, 2018[7].